# Moções de rejeição em Portugal
A moção de rejeição do Programa do Governo em Portugal é uma iniciativa parlamentar em que a Assembleia da República rejeita a investidura parlamentar de um Governo recém nomeado pelo Presidente da República.
O sistema político em Portugal é semi-presidencial. O Governo é nomeado pelo Presidente da República, tendo em conta os resultados eleitorais e ouvidos os partidos representados no Parlamento. O Governo já depois de empossado pelo Presidente da República deve apresentar o seu Programa para ser debatido na Assembleia da República, permanecendo como governo de gestão até à investidura parlamentar.
Na investidura parlamentar o Programa do Governo não é necessariamente votado. A votação só é realizada se até ao fim do debate algum Grupo Parlamentar apresentar uma moção de rejeição ou o Governo solicitar uma moção de confiança. Caso o Programa não seja rejeitado o Governo entra em plenitude de funções.    
A aprovação de uma moção de rejeição implica a demissão do Governo. Tal como nas moções de censura, a aprovação de uma moção de rejeição carece da maioria absoluta dos Deputados em efetividade de funções.
Apenas os Grupos Parlamentares podem apresentar moções de rejeição. Podem ser apresentadas até ao fim do debate do Programa do Governo.

## História
No histórico da democracia portuguesa das 33 moções de rejeição votadas até hoje apenas 2 derrubaram o Governo ao serem aprovadas, em 1978 e 2015.